# إل هورميجويرو
إل هورميجويرو (بالإنجليزية: El Hormiguero، وتعني تل النمل) هو برنامج تليفزيوني إسباني بجمهور حي. يركز البرنامج على الكوميديا والعلوم والسياسة

## وصلات خارجية
- إل هورميجويرو على موقع IMDb (الإنجليزية)
- إل هورميجويرو على موقع كينوبويسك (الروسية)
- إل هورميجويرو على موقع قاعدة بيانات الفيلم (الإنجليزية)